# Xã Oakland, Quận Cloud, Kansas
Xã Oakland (tiếng Anh: Oakland Township) là một xã thuộc quận Cloud, tiểu bang Kansas, Hoa Kỳ. Năm 2010, dân số của xã này là 37 người.